# 人類滅亡と13のコント集
『人類滅亡と13人のコント集』（じんるいめつぼうと13にんのこんとしゅう）は、2004年10月9日から2005年3月19日まで日本テレビ日曜1:50-2:20(土曜深夜25時50分-26時20分)(JST)に放送されたドラマバラエティ番組である。

## 概要
”人類滅亡”をテーマに若手芸人らがドラマやコントを繰り広げる。番組は主に前半はレギュラー出演者によるドラマパートと、後半は若手芸人たちによるコントパートに分かれて放送していた。

## あらすじ
西暦200X年、人類が滅亡した。地球上でたった一人生き残ったお笑い芸人ジョニー赤倉（マキタスポーツ）は、芸人として天下を取るという目標がとんでもない形で目の前から消えてしまったことで完全なパニックに陥っていた。そんな彼に突如降臨した謎の存在（及川奈央）に対してジョニーは「滅亡した理由」と「彼自身の在り方」を問うが...

## キャスト

### ドラマ出演者
- ジョニー赤倉：マキタスポーツ
- 謎の存在：及川奈央
- 謎の紳士：なべやかん
- ブラボー黒岩：カズミファイブ
- 謎の紳士2：ブラボー小松
- 謎の紳士3：ダイナマイトX
- ジョニーの父：松鶴家千とせ
- ジョニーの愛人：上山れいこ
- MSプロ社長：三城晃子
- テレビディレクター：柴田容疑者
- 香織：山崎バニラ
- 真行寺ヒカル：ピエール瀧
- アナウンサー：平川健太郎（日本テレビアナウンサー）
- 警官1：川本俊一（ぴんぽんず）
- 警官2：松崎直哉（ぴんぽんず）
- 少年の頃のジョニー：杉本征雄
- プロデューサー：石井光雄
- AD：藤田信太郎
- 女性プロデューサー：飯島幸子
- 某国独裁者：サンダー
- 武器商人：絶人
- 謎の存在の声：掘越真己
- ナレーション：野田圭一

## 放送日程
| 各話   | 放送日         | サブタイトル       | コント出演芸人 | 備考                       |
| ------ | -------------- | ------------------ | -------------- | -------------------------- |
| 第1話  | 2004年10月09日 | 核兵器～Ⅰ誕生      | 哀愁メロメロ   |                            |
| 第2話  | 2004年10月16日 | 核兵器～Ⅱ競争      | THE MAN        | 深夜2時05分〜2時35分に放送 |
| 第3話  | 2004年10月23日 | 核兵器Ⅲ～拡散      | 殿方充         |                            |
| 第4話  | 2004年11月13日 | 独裁者Ⅰ～熱狂      | 部長と課長     |                            |
| 第5話  | 2004年12月04日 | 独裁者Ⅱ～洗脳      | ペイパービュウ | 深夜2時45分〜3時15分に放送 |
| 第6話  | 2005年01月08日 | 環境破壊Ⅰ～因      | 西麻布ヒルズ   |                            |
| 第7話  | 2005年01月15日 | 環境破壊Ⅱ～果      | ぽってかすー   |                            |
| 第8話  | 2005年01月22日 | 新型ウイルス       | U字工事        |                            |
| 第9話  | 2005年02月5日  | コンピュータの暴走 | イワイガワ     |                            |
| 第10話 | 2005年02月19日 | 飢餓               | 米粒写経       |                            |
| 第11話 | 2005年03月05日 | 天変地異           | 横須賀歌麻呂   |                            |
| 第12話 | 2005年03月12日 | 最終戦争～Ⅰ        | なし           |                            |
| 最終話 | 2005年03月19日 | 最終戦争～Ⅱ        | なし           | 深夜2時20分〜2時50分に放送 |

## スタッフ
- ディレクター：大塚恭司
- 協力：ディスカバリーチャンネル
- イラストレーション：天谷すみれ
- 協力：藤井清繁
- ホームページ製作：北原香、松川沙弥香
- 制作著作：日本テレビ

## 関連商品

### DVD
- お笑いライブ人類滅亡〜27連発！狂気のコント集〜（2005年、日本テレビ放送網出版）

### 書籍
- 人類滅亡と13人のコント集〜もう笑うしかないのか⁈〜（2005年、日本テレビ放送網出版）